# Випадковий процес

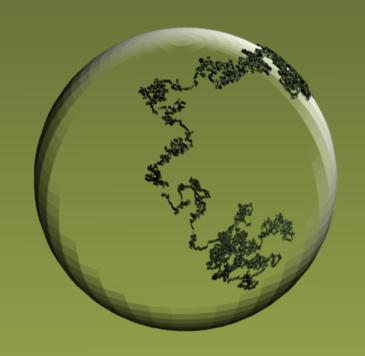
Комп'ютерно змодельована реалізація процесу Вінера або процесу Броунівського руху на поверхню кулі. Вінерівський процес вважається найбільш вивченим і це базовий випадковий процес у теорії ймовірності.

Випадко́вий проце́с (англ. stochastic process) — важливе поняття сучасної теорії ймовірностей. Є певним узагальненням поняття випадкова величина, а саме — це випадкова величина, що змінюється з часом (іншими словами: випадкова величина, що залежить від змінної величини, яку називають час, або іншими словами — це набір випадкових величин, параметризованих величиною T — часом).
Розрізняють випадкові процеси з дискретним і неперервним часом.
Випадкові процеси широко застосовуються в багатьох галузях науки і техніки. Теорія випадкових процесів має велике значення для сучасної фінансової та актуарної математики.

## Формальне означення
Нехай {\displaystyle (\Omega ,{\mathcal {A}},\mathbf {P} )} — ймовірнісний простір; {\displaystyle (\mathbb {R} ^{n},{\mathcal {B}})} — вимірний простір; t — параметр, сукупність значень якого, {\displaystyle \ T} є, в загальному випадку, довільною множиною; {\displaystyle \ \omega \in \Omega } — елементарна подія.
Випадковою функцією {\displaystyle \ \zeta (t,\omega )}, {\displaystyle t\in T}, називають вимірне відображення {\displaystyle \ \zeta :\;\Omega \to \mathbb {R} ^{n}} простору елементарних подій {\displaystyle \ \Omega } в {\displaystyle \ \mathbb {R} ^{n}}, що залежить від параметру t.
Якщо {\displaystyle \ T=[a,b]} — відрізок числової осі, а параметр t інтерпретувати як час, то замість терміну «випадкова функція» використовують термін «випадковий процес».

## Введення

### Огляд
Наукові дослідження в галузі теорії випадкових процесів та її застосувань проводяться по всьому світу. Протягом останніх років інтенсивно розвивалися фрактальні моделі фінансових ринків, в основі яких лежить явище статистичної самоподібності коливань вартості цінних паперів. Подібні моделі використовують такий випадковий процес, як дробовий броунівський рух та побудовані на ньому стохастичні числення.
У теорії ймовірності та суміжних областях, стохастичний або випадковий процес це математичний об'єкт який зазвичай визначають як сукупність випадкових величин. Історично склалося так, що випадкові змінні були пов'язані з набором цифр які, як правило, розглядалися як моменти в часі, даючи тлумачення стохастичному процесу, який представляє числові значення деякої системи яка випадковим чином змінюється з плином часу. Наприклад, зростання бактеріальної популяції, електричний струм коливається у зв'язку з тепловим шумом або рухом газових молекул. Випадкові процеси широко застосовуються як математичні моделі систем та явищ, які з'являються, змінюються у випадковому порядку. Вони знаходять своє застосування в багатьох дисциплінах, включаючи такі науки, такі як біологія, хімія, екологія, неврологія, і фізика, а також технологій і технічних галузях, таких як обробка зображень, обробка сигналів, теорія інформації, інформатика, криптографія і телекомунікацій. Крім того, випадкові зміни у фінансових ринках спонукали широке використання стохастичних процесів у фінансах.
Вивчення явища, в свою чергу, спровокувало вивчення нових випадкових процесів. Прикладами таких випадкових процесів вважають Вінерівський процес або Броунівський рух,,який використовувався Луї Башельє для вивчення зміни цін на Паризькій фондовій біржі, і Пуассонівський процес, який використовувався А. К. Ерланген, щоб вивчити кількість телефонних дзвінків, які відбуваються в певний період часу. ці дві стохастичні процеси є найбільш важливими і відіграють центральну роль у теорії випадкових процесів, і були виявлені неодноразово і незалежно, як до, так і після Башельє і Ерланга, в різних умовах і країнах.
Термін випадкова функція також використовується для позначення стохастичного або випадкового процесу, тому що стохастичний процес можна інтерпретувати як випадковий елемент в функціональному просторі. у плані випадкового процесу і випадкового процесу використовуються як синоніми, часто без конкретного математичного простору для набору індексів випадкових величин., але часто ці два терміни використовуються, коли випадкові величини індексуються цілими числами або інтервалом на дійсній прямій. Якщо випадкові величини індексуються на Декартовій площині або на Евклідовому просторі, то набір випадкових величин зазвичай називають випадковим полем. Значення випадкового процесу не завжди є цифрами і можуть бути векторами або іншими математичними об'єктами.
На основі властивостей випадкових процесів, їх можна розділити на різні категорії, які включають в себе випадкові блукання, мартингали, Марківські процеси, процес Леві, Гауссівські процесів, і випадкові поля, відновлення процесів і розгалужених процесів. Вивчення випадкових процесів вимагає математичних знань та методів ймовірностей, матаналізу, лінійної алгебри, теорії множин і топології, а також галузі математичного аналізу, такі як аналіз, теорія множин, Фур'є-аналіз та функціонального аналізу. Теорія випадкових процесів є важливим внеском у математику і вона продовжує бути актуальною темою дослідження, як для теоретичних основ і додатків.
Стохастичний або випадковий процес можна визначити як сукупність випадкових величин, яка індексується за деяким математичним набором, це означає, що кожна випадкова величина стохастичного процесу однозначно асоціюється з елементом в наборі. Набір, що використовується для індексації випадкових величин, називається набір індексів. Історично, набір індексів був деякою підмножиною з реальної лінії, такої як натуральні числа, що дають набору індексів інтерпретацію в часі. Кожна випадкова величина в колекції приймає значення з того ж математичного простору відомого як простір станів. У цьому стані простір може бути, наприклад, як число, лінія або {\displaystyle n}-мірний Евклідовий простір. Приріст — це сума, яку стохастичний процес змінює між двома значеннями індексу, часто інтерпретується як дві точки в часі. Стохастичний процес може мати багато випадків, через свою хаотичність, і єдиний результат випадкового процесу називається, серед інших імен, приклад функції або реалізація.

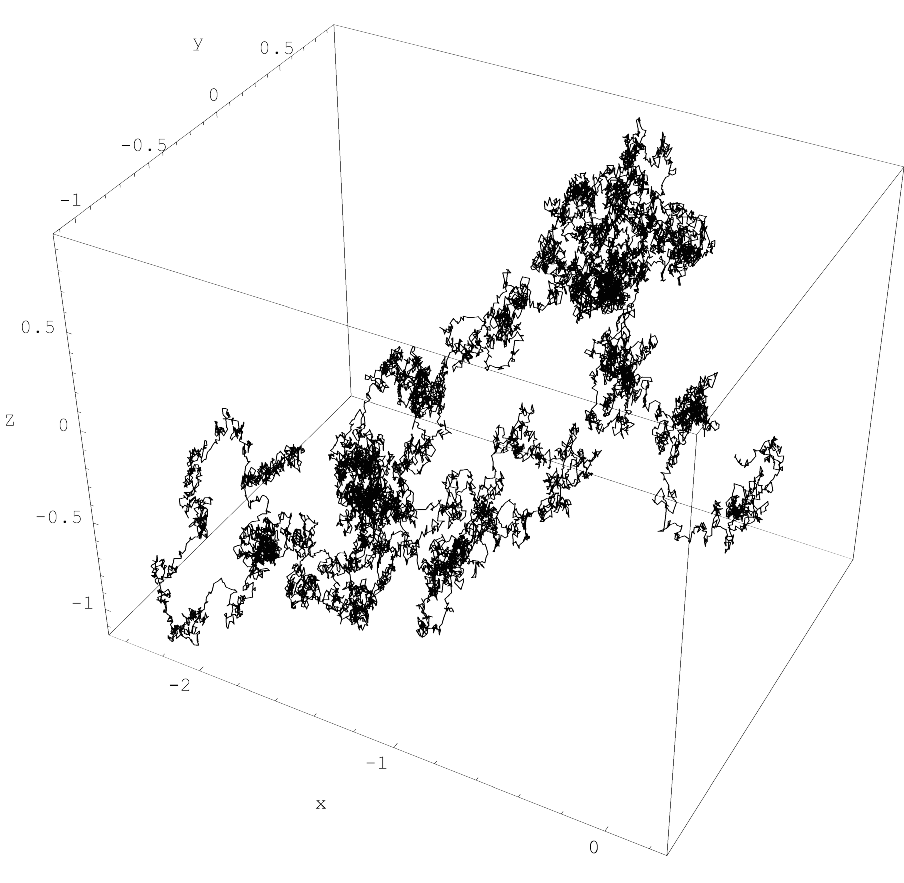
Приклад функції або реалізація, серед інших термінів, тривимірний Вінерівський процес або Броунівський рух часу 0 ≤ t ≤ 2. Множина індексів цього випадкового процесу є невід'ємними числами, у той час як його простір- тривимірний Евклідовий простір.

### Класифікація
Стохастичний процес може бути класифікований по-різному, наприклад, за його простором, його набором індексів, або залежністю між випадковими величинами. Один з найпоширеніших способів класифікації є потужність множини індексів і стан простору.
Якщо множина індексів випадкового процесу, що інтерпретується як час, має кінцеве або зчисленне число елементів, наприклад множина цілих або натуральних чисел, то кажуть, що випадковий процес дискретний в часі. Якщо множина індексів це деякий інтервал на дійсній прямій, то час вважається безперервним. Два типи випадкових процесів відповідно називаються дискретний за часом і безперервний за часом, випадкові процеси. Випадкові процеси з дискретним часом вважаються більш легкими для вивчення, тому що неперервні за часом процеси вимагають більш складних математичних методів і знань, зокрема через те що множина індексів незліченна. Якщо множина індексів числа, або деяка їх підмножина, то випадковий процес можна назвати випадковою послідовністю.
Якщо простір є простором цілих або натуральних чисел, то випадковий процес називається дискретним або цілочисельним випадковим процесом. Якщо простір є раціональним, то випадковий процес називається процесом з безперервним простором станів. Якщо простір є {\displaystyle n}-мірним Евклідовим простором, то випадковий процес називається {\displaystyle n}-вимірний векторний процес або {\displaystyle n}-векторний процес.

## Приклади випадкових процесів

### Процес Бернуллі
Одним з найпростіших випадкових процесів є процес Бернуллі, який являє собою послідовність незалежних і однаково розподілених випадкових величин, де кожна випадкова величина приймає значення з імовірністю, скажімо, {\displaystyle p} і нульове значення з імовірністю {\displaystyle 1-p}. Цей процес можна порівняти з підкиданням монети, де ймовірність отримання аверсу {\displaystyle p} і його значення дорівнює одиниці, а значення реверса дорівнює нулю. Іншими словами, процес Бернуллі — це послідовність випадкових величин Бернуллі, де кожне підкидання монети — це випробовування Бернуллі.

### Випадкове блукання
Випадкові блукання — це стохастичні процеси, які зазвичай визначаються як суми випадкових величин або випадкових векторів в Евклідовому просторі, тому вони є процесами, які змінюються в дискретному часі. Але деякі також використовують цей термін для позначення процесів, які змінюються в безперервному часу, зокрема, Вінерівський процес, використовуваний в області фінансів, що призвело до деякої плутанини, що в результаті його критики. Є й інші різні типи випадкових блукань, визначені так, що їх простором можуть бути й інші математичні об'єкти, такі як грати і групи, і взагалі вони сильно вивчені і мають багато застосувань у різних дисциплінах.
Класичний приклад випадкового блукання відомий як проста випадкова прогулянка, яка являє собою випадковий процес в дискретному часі з числами в просторі станів, і на основі процесу Бернуллі, де кожна іід Бернуллі змінна приймає позитивне або негативне значення. Іншими словами, просте випадкове блукання відбувається на цілих числах, і його значення збільшується на одиницю з імовірністю, скажімо, {\displaystyle p} або зменшується на негативне число з ймовірністю {\displaystyle 1-p}, що індекс випадкового блукання — це натуральні числа, а його простір чисел — цілі числа. Якщо {\displaystyle p=0.5}, це випадкове блукання називається симетричним випадковим блуканням.

### Вінерівський процес
Вінерівський процес є випадковим процесом з стаціонарними і незалежними приростами, які зазвичай розподіляються виходячи з розміру надбавок. Вінерівський процес названий на честь Норберта Вінера, який довів його математичного існування, але цей процес також називають Броунівським рухом процес або Броунівський рух через його історичний зв'язок з моделлю Броунівського руху в рідинах.

Реалізація Вінерівського процесу (процеси Броунівського руху або) з дрифтом (blue) і без зміщення (red).

Відіграючи центральну роль у теорії ймовірності, Вінерівський процес часто вважається найбільш важливим і дослідженим стохастичним процесом, зі зв'язками з іншими випадковими процесами., Множина індексів і простір станів є невід'ємними числами і дійсними числами, відповідно. Але цей процес може бути визначений більш широко, так що його становий простір може бути {\displaystyle n}-мірним Евклідовим простором. Якщо значення будь-якого приросту дорівнює нулю, то результат Вінер або процес Броунівського руху має дрейф нуля. Якщо середнє значення інкременту для будь-яких двох точок по часу дорівнює різниці часу помноженій на деяку константу {\displaystyle \mu }, що є дійсним числом, то кажуть випадковий процес має дрейф {\displaystyle \mu }.

### Процес Пуассона
Процес Пуассона або точковий процес Пуассона являє собою стохастичний процес, який має різні форми та визначення. Його можна визначити як процес підрахунку голосів, що являє собою випадковий процес, який характеризує випадкову кількість точок або подій до якогось часу. Кількість точок процесу знаходяться в інтервалі від нуля до деякого заданого часу Пуассонівської випадкової величини, яка залежить від часу і деяких параметрів. Простір станів цього процесу є натуральним числом, а множина індексів — невід'ємним числом. Цей процес також називається Пуассонівським процесу підрахунку голосів, оскільки це може бути витлумачено як приклад процесу підрахунку голосів.
Якщо процес Пуассона визначається за допомогою однієї позитивної сталої, то процес називається однорідним процесом Пуассона. Однорідний Пуассонівський процес (в безперервному часі) є членом важливих класів випадкових процесів, як Марківські процеси Леві.

### Процеси Авторегресії та плаваючого середнього
Процеси Авторегресії та плаваючого середнього використовуються в моделюванні дискретних емпіричних даних часових рядів, особливо в економіці. Авторегресійна модель відноситься до стохастичної змінної в залежності від власного попереднього значення. Змінна середня модель відноситься до стохастичної змінної в залежності від поточних і минулих значень іід стохастичної змінної. Узагальнення включають векторну авторегресійну модель, яка передбачає моделювання більше однієї стохастичної змінної, і АРІМА модель, що включає обидва компоненти авторегресії та плаваючого середнього.

## Визначення

### Стохастичний процес
Випадковий процес визначається як сімейство випадкових величин, визначених на загальному ймовірнісному просторі {\displaystyle (\Omega ,{\mathcal {F}},P)}, де {\displaystyle \Omega } це зразок простору, {\displaystyle {\mathcal {F}}} це {\displaystyle \sigma }-Алгебра і {\displaystyle P} — це ймовірнісна міра, і випадкові величини, індексовані деяким набором {\displaystyle T}, всі приймають значення в однаковому математичному просторі {\displaystyle S}, який повинен бути вимірним щодо деяких {\displaystyle \Sigma } {\displaystyle \sigma }-алгебри.
Іншими словами, для даних ймовірнісних просторів {\displaystyle (\Omega ,{\mathcal {F}},P)} і вимірних просторів {\displaystyle (S,\Sigma )}, стохастичний процес — це набір випадкових величин значення {\displaystyle S}, який може бути записаний як:
{\displaystyle \{X(t):t\in T\}.}
Історично, у багатьох задачах з галузі природничих наук точка t має значення часу, тоді X це випадкова змінна, яка представляє значення, що спостерігається протягом часу t. Стохастичний процес також може бути записаний як {\displaystyle \{X(t,\omega ):t\in T\}}, щоб відобразити, що це насправді функція двох змінних, {\displaystyle t\in T} і {\displaystyle \omega \in \Omega }.

### Множина індексів
Набір {\displaystyle T} називається множиною індексів стохастичного процесу. Часто цей набір підмножини реальної лінії, наприклад, натуральні числа або інтервали, які дають набору {\displaystyle T} інтерпретацію в часі. На додаток до цих наборів, множиною індексів {\displaystyle T} можуть бути й інші лінійно впорядковані множини або більш загальні математичні набори,
 наприклад, в Декартовій площині {\displaystyle R^{2}} або {\displaystyle n}-мірному Евклідовому просторі, де елемент {\displaystyle t\in T} може являти собою точки в просторі.

### Простір станів
Математичний простір {\displaystyle S} називається простором станів стохастичного процесу. Цей математичний простір може бути цілим числом, раціональним числом, {\displaystyle n}-мірним Евклідовим простором, в комплексній площині або інших математичних просторах, в якому відображені різні значення, які стохастичний процес може зайняти.